# Санино (хутор)
Хутор Санино — бывший населённый пункт Марушкинского сельсовета Наро-Фоминского района Московской области, Марушкинский сельский округ). Располагался у западной окраины деревни Марушкино.
Указом Президиума Верховного Совета РСФСР от 16 февраля 1956 г. № 744/4 совместно с посёлком Толстопальцево (ЗИЛ) присоединён к посёлку Кокошкино, наделённому статусом дачного посёлка.
Вторично в ОКАТО внесён в 1995 году и учтён при переписи 2002 года. Исключён из ОКАТО 28 ноября 2005 года.
В справочниках по административно-территориальному устройству, однако, хутор отсутствовал и в Законе об образовании Наро-Фоминского муниципального района не упоминался.
В некоторых документах, однако, в силу пограничного положения приписывается к поселению Марушкинскому, а не Кокошкину.

## Население
Согласно Всероссийской переписи, в 2002 году в посёлке проживало 7 человек.